# Igarapé-Miri
Igarapé-Miri is een gemeente in de Braziliaanse deelstaat Pará. De gemeente telt 60.994 inwoners (schatting 2017).

## Aangrenzende gemeenten
De gemeente grenst aan Abaetetuba, Cametá, Limoeiro do Ajuru, Mocajuba, Moju en met het eiland Marajó met de gemeente Muaná.